# ديفيد أنتوني كوبر
ديفيد أنتوني كوبر (بالإنجليزية: David Anthony Cooper)‏ هو عازف الأرغن بريطاني، ولد في 1949، وتوفي في 2008.